# Rhamphostomella hincksi
Rhamphostomella hincksi is een mosdiertjessoort uit de familie van de Umbonulidae. De wetenschappelijke naam van de soort is voor het eerst geldig gepubliceerd in 1906 door Nordgaard.